# 혼고촌 (이시카와현)
혼고촌(本郷村)은 이시카와현 후게시군에 설치되었던 촌이다.